# Apophis
Der altägyptische Gott Apophis, auch Apep(i), ist die Verkörperung von Auflösung, Finsternis und Chaos (Isfet) und zugleich der große Widersacher von Maat, der Tochter des Sonnengottes Re. Er wird als riesige Schlange oder Schildkröte dargestellt.

## Mythen
Der Glaube an ihn ist erst seit dem Mittleren Reich belegt. Man nahm an, dass Apophis seit Anbeginn der Zeit im Meer des Urchaos lebte, das schon vor der Schöpfung existierte. Seine Existenz besteht in einem ewigen Kreislauf aus Angriff und Vernichtung.
Der Legende nach wurde die Sonnenbarke des Re jede Nacht während der Reise durch die Unterwelt (ägyptisch Duat) von der Schlangengottheit angegriffen. Diese musste allmorgendlich besiegt werden, damit Re seine Fahrt fortsetzen und so die Sonne aufgehen konnte. So soll Apophis die Fahrt der Barke mit den Windungen seines riesigen Schlangenkörpers behindert haben (Sandbank des Apophis). Auch soll die Schlangengottheit die Fähigkeit gehabt haben, mit ihrem Blick den Gott Re und sein Gefolge mit Ausnahme des Gottes Seth zu hypnotisieren. Seth jedoch, der im Bug der Barke stand und dem Blick der Schlange widerstehen konnte, schlug Apophis mit seinem Speer zurück und ermöglichte so den Sonnenaufgang. Im Widerspruch zu diesem Mythos wurde allerdings Seth, unter anderem der Gott des Chaos und der Gewalt, in verschiedenen Texten mit anderen bösgesinnten Gottheiten gleichgesetzt. Darunter auch mit dem Schlangengott Apophis. Dies geschah jedoch erst in der Spätzeit, als im Gegensatz zur Monstrosität des Apophis das Ansehen der Gottheit Seth als Mitglied der ägyptischen Götterfamilie weit gesunken war.
In der Neith-Kosmogonie werden Re und Apophis als Brüder bezeichnet. Die weiteren Schilderungen zeigen interessante Parallelen zum Osirismythos. In Plutarchs Darstellung des Isis- und Osiriskultes werden Re und Apophis ebenfalls als Geschwisterpaar beschrieben. Ergänzend kommt auf der Metternichstele die Erwähnung des Apophis als Nabelschnur des Re hinzu, was gleichzeitig als mythologische Begründung angesehen werden kann, warum Apophis erst nach Re geboren wird. In diesem Zusammenhang versteckt sich Re als Erstgeborener im Schilf vor Apophis.
In verschiedenen Legenden wird Apophis durch zahlreiche Götter getötet, nur um stets wieder aufzuleben als Symbol der Wiedergeburt und des ewigen Kampfes zwischen Gut und Böse. In den Sonnenhymnen wird erzählt, wie Apophis mit Messern zerstückelt oder mit Lanzen erstochen wird. Sein Blut verfärbt den Himmel bei Sonnenaufgang rot.

## Darstellung
Apophis wird als große Schlange dargestellt, zumeist von übernatürlicher Größe und mit zahlreichen Windungen. In den meisten Darstellungen wird die Schlangengottheit gebändigt, besiegt oder getötet, um den Sieg des Guten darzustellen.
Eine der häufigsten Darstellungen beruht auf Spruch 17 des Totenbuches. Re selbst oder die Göttin Hathor in Gestalt der Katze des Re, auch genannt Katze von Heliopolis, tötet und verstümmelt die Schlange mit einem Messer.
In einigen Tempelszenen wird auch der Pharao im Kampf mit einem runden Objekt dargestellt, welches das Auge des Apophis symbolisiert.

## Kult
Apophis wurde, da er das Böse symbolisierte, nicht in einem formellen Kult verehrt. In Form des antagonistischen Gottes oder Dämons fand er jedoch Eingang in die ägyptische Mythologie. Er wurde mit Naturphänomenen wie Stürmen und Erdbeben in Verbindung gebracht. Er stellte eine dauerhafte Gefahr für die kosmische Stabilität Maat dar, so dass man ihn mit magischen Ritualen zu besänftigen versuchte.
Das Buch des Apophis stellt eine aus dem Neuen Reich stammende Sammlung solcher Rituale und Texte dar. Der am besten erhaltene Text findet sich auf dem Papyrus Bremmer-Rhind, der sich heute im Britischen Museum befindet. Er entstand im 4. Jahrhundert v. Chr.

## Neuzeitliche Rezeption
In den frühen Staffeln der Fernsehserie Stargate – Kommando SG-1, in der mächtige Außerirdische die die Rollen antiker Gottheiten einnehmen, ist Apophis der gefährlichste Gegner der Menschheit, der u. a. einen Angriff mit Raumschiffen auf die Erde durchführt. Dies trug neben der Mythologie dazu bei, dass ein 2004 entdeckter erdnaher Asteroid die Bezeichnung (99942) Apophis erhielt.